# ロシア連邦道路M8
ロシア連邦道路 M8「ホルモゴールイ」（ロシアれんぽうどうろM8 ホルモゴールイ、ロシア語: Федеральная автомобильная дорога М-8 «Холмогоры»）または連邦道路ホルモゴールイは、ロシア連邦のモスクワとアルハンゲリスクを結ぶロシア連邦道路である。モスクワ州、ヴラジーミル州、ヤロスラヴリ州、コストロマ州、ヴォログダ州、アルハンゲリスク州を経由する。総距離は1271kmであるが、アルハンゲリスクから35km北のセヴェロドヴィンスクまでを指すこともある。モスクワから「黄金の輪」のセルギエフ・ポサード、ヤロスラーヴリなどへのバス観光には利用する道路である。E115号線の一部でもある。

## 路線状況

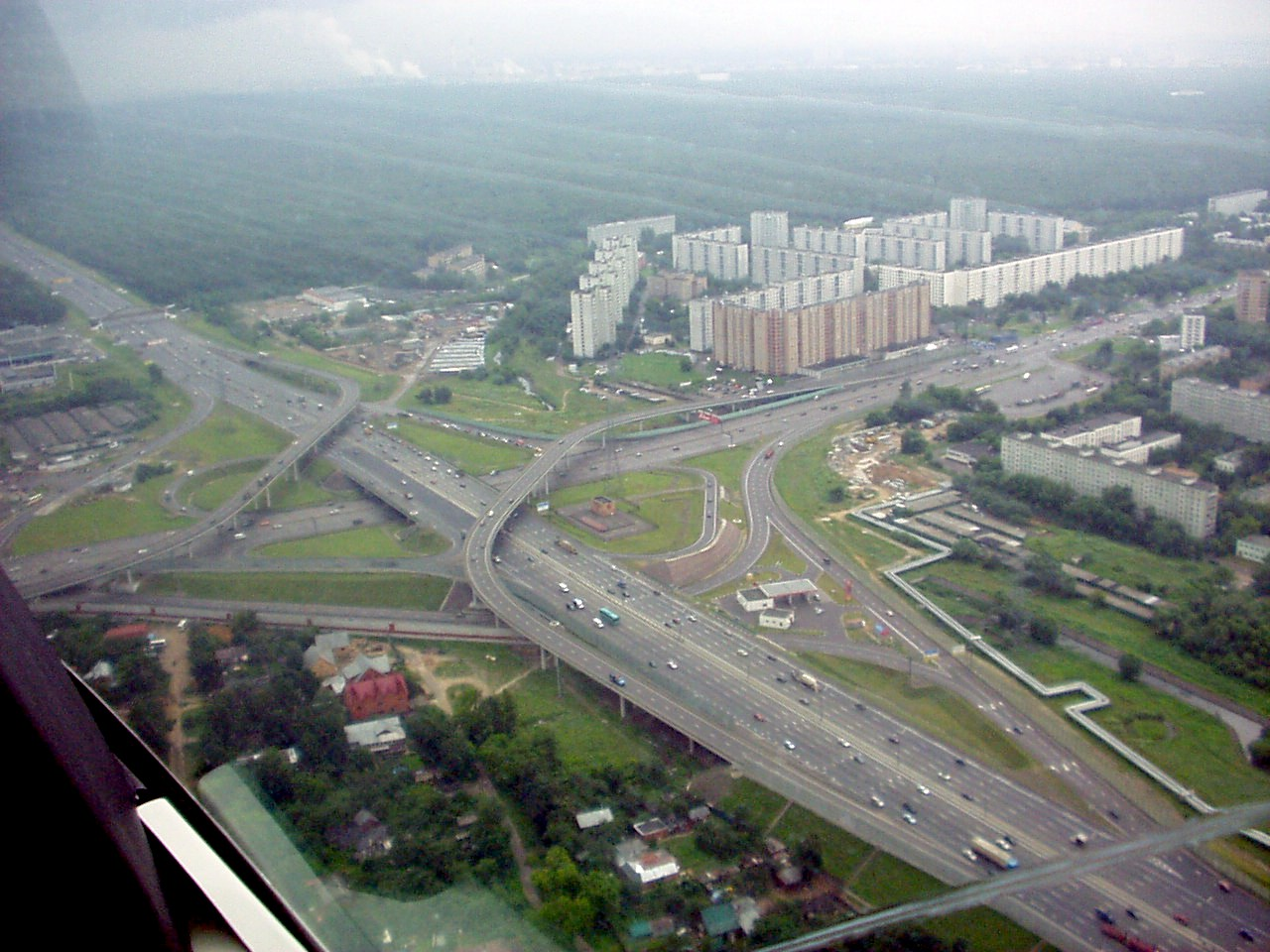
モスクワ環状道路との交差点

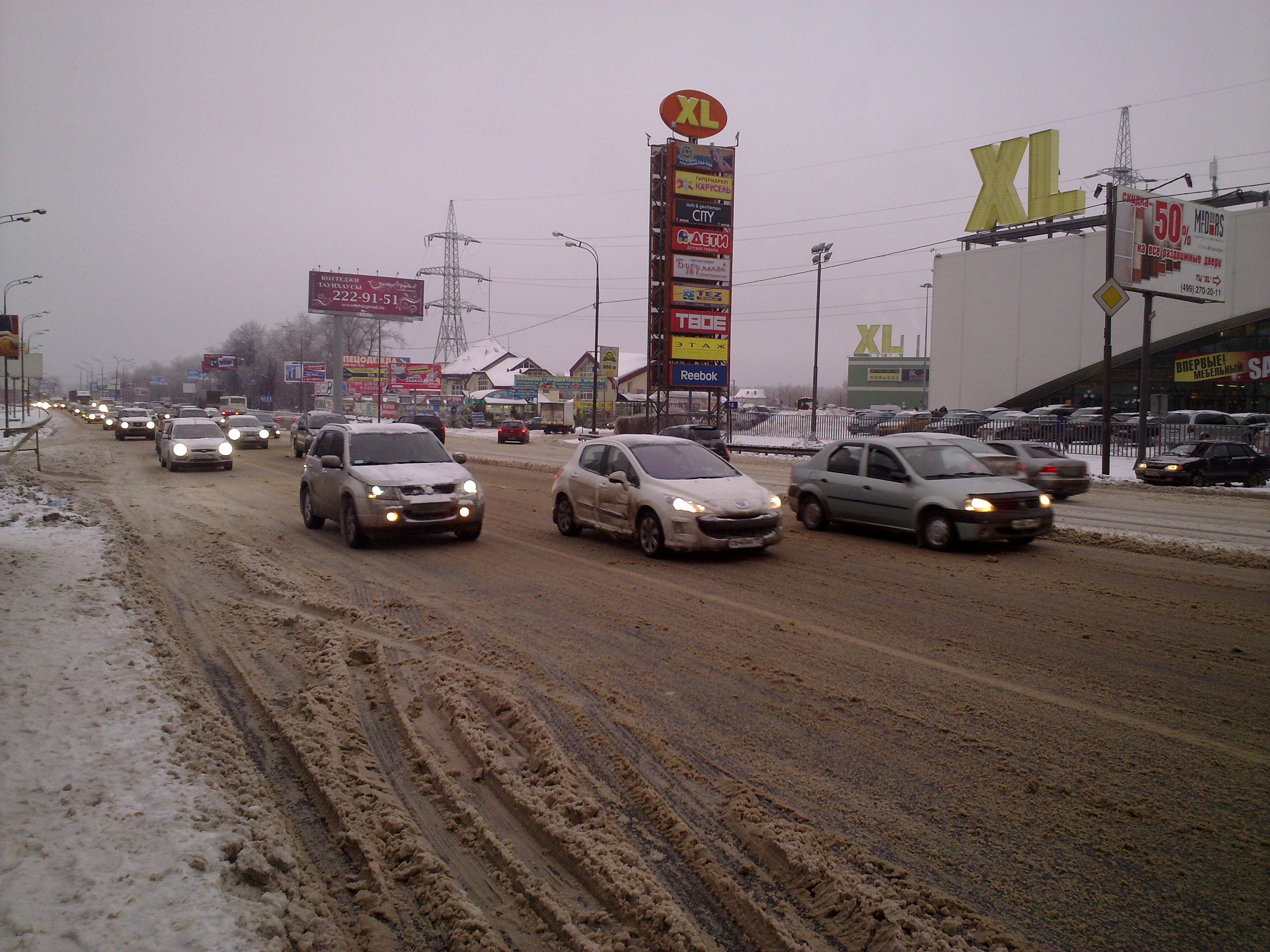
ムィティシ

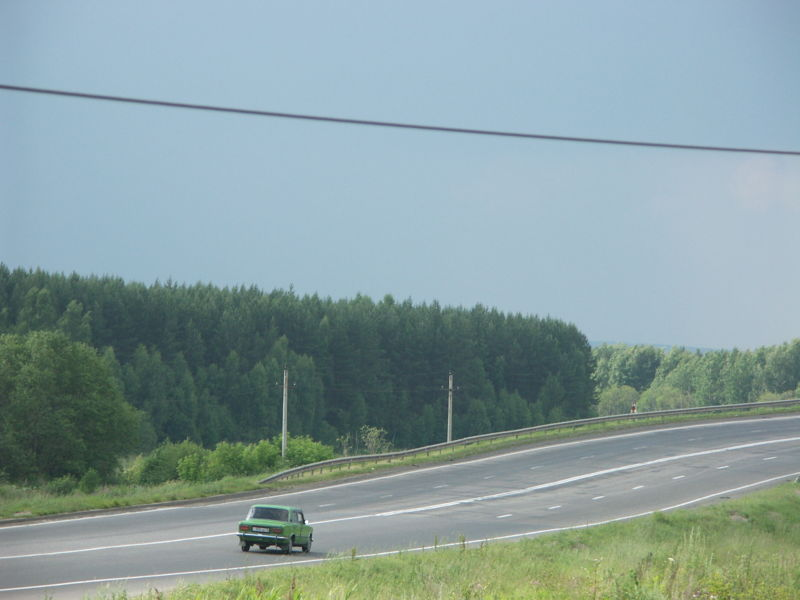
ロストフ

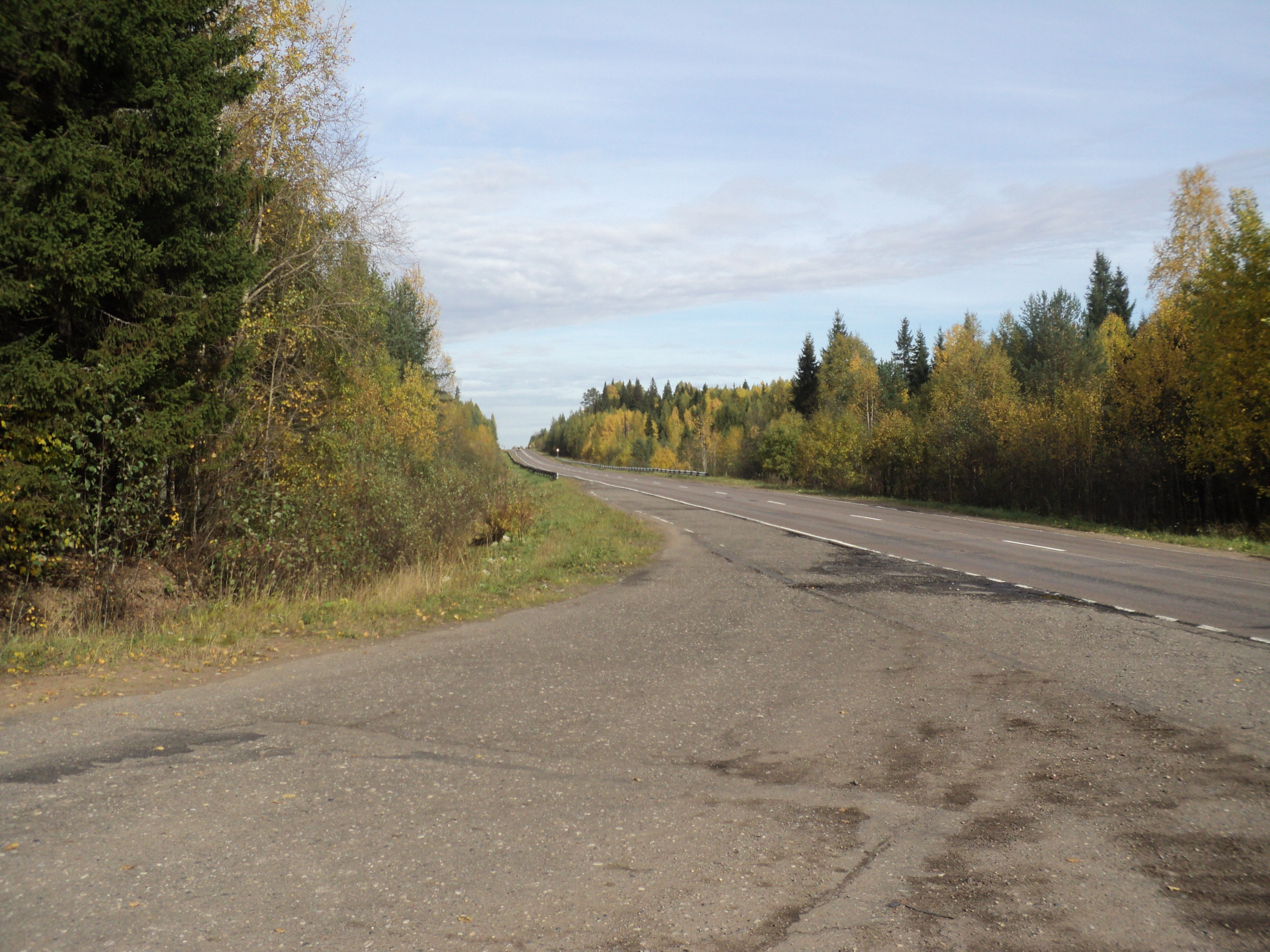
アルハンゲリスク州

全線アスファルトで舗装されている。モスクワ環状道路に始まり、北西に向かう。ムィティシ、コロリョフ (モスクワ州)、ペレスラヴリ・ザレスキー、ヴラジーミル州を通ってヤロスラヴリ州に入り、ロストフ、ヤロスラヴリ、コストロマ、ダニーロフを経由する。そしてヴォログダ州のヴォログダを通ってアルハンゲリスク州に入りホルモゴールイ、アルハンゲリスクに至る。
19世紀にモスクワからヤロスラヴリまでの区間が整備された。ヤロスラヴリからコストロマの区間は1940年まで、秋から春にかけ通行できなかったが、2つの都市を結ぶ道としての重要性だけでなく間にある企業や農場のための道としての重要性も明らかであったため、1940年12月7日にヤロスラヴリの地域委員会で建設が決定され、1941年2月7日にソ連共産党の中央会議の特別会議によって正式に決定した。建設費は当時の金額で2200万ルーブルで、全て政府の負担であった。1941年の冬と春の間に準備作業は完了し、建設は7工区に分かれて始まった。1941年6月15日の記録では3万2000の歩兵と1万程度の騎兵が投入されていた。戦時中であったためトラックなどの建設機械や人員が流出したにもかかわらず、11月末には工事が完了した。延べ150万人以上が工事に参加し、どんな天候でも毎日15～18時間工事は続いたという。15万立方メートルの土砂、11000立方メートル以上の木材と7万立方メートル以上の石が運び出された結果、幅10mの舗装された66kmの道路と数十の長さ500mを超える橋が建設された。2009年末時点でモスクワからヤロスラヴリまでの道は分離帯もあり状態は良好であるが、ウラジーミル州に入ってからペレスラヴリ・ザレスキーまでの道は浮き沈みが激しく、車線も二車線となるため、大型のトラックは通行が禁止されている。1990年から2000年にかけムィティシからコロリョフの間にバイパスが建設された。このバイパス沿いには大型のショッピングセンターや、自動車や卸売食品の市場、金属圧延や化学、エネルギーなどの工場、S.P.コロリョフ ロケット&スペース コーポレーション エネルギアなどといった企業から日産のディーラーまでもが集中している。